# Ednilson
Ednilson Pedro Rocha Andrade Mendes, meglio noto solo come Ednilson (Bissau, 25 settembre 1982), è un ex calciatore guineense con cittadinanza portoghese, di ruolo centrocampista.

## Carriera

### Club
Cresciuto nelle giovanili del Boavista in Portogallo, gioca dal 1999 al 2001 per l'A.S. Roma con cui ottiene solo 1 presenza anche se viene ceduto nel mercato invernale precedente alla vittoria dello scudetto al Benfica. Con i portoghesi gioca 43 partite di campionato prima di essere prestato nel 2003-04 al Vitória Sport Clube (8 presenze) e nel 2004-05 al Gil Vicente Futebol Clube (20 presenze).
Dal 2005 al 2007 gioca 17 partite invece per l'Ofi Creta. Nel 2007-08 si trasferisce invece nel Fudbalski klub Partizan giocando 14 partite e nel 2008-09 nell'AEK Larnaca BC giocando 5 partite.
Dal 2009 al 2012 gioca invece alla Sapekhburto K'lubi Dinamo Tbilisi dove ottiene 34 presenze in campionato.
Il 21 febbraio 2012 diventò un calciatore del Vasas. Tuttavia non giocò nessuna partita col club ungherese in quanto si ritirò 5 mesi dopo ancor prima di poter esordire con la maglia della squadra magiara.

### Nazionale
Dal 2000 al 2004 giocò con la nazionale Under-21 del Portogallo con cui collezionò ben 28 presenze e ha segnato 2 gol, partecipando anche all'Europeo di categoria nel 2002.
Dal 2010 al 2011 invece, grazie alle sue origini, giocò per la nazionale della Guinea-Bissau, con cui disputò complessivamente 3 partite.

## Statistiche

### Cronologia presenze e reti in nazionale
| Cronologia completa delle presenze e delle reti in nazionale ― Guinea-Bissau | Cronologia completa delle presenze e delle reti in nazionale ― Guinea-Bissau | Cronologia completa delle presenze e delle reti in nazionale ― Guinea-Bissau | Cronologia completa delle presenze e delle reti in nazionale ― Guinea-Bissau | Cronologia completa delle presenze e delle reti in nazionale ― Guinea-Bissau | Cronologia completa delle presenze e delle reti in nazionale ― Guinea-Bissau | Cronologia completa delle presenze e delle reti in nazionale ― Guinea-Bissau | Cronologia completa delle presenze e delle reti in nazionale ― Guinea-Bissau |
| Data                                                                         | Città                                                                        | In casa                                                                      | Risultato                                                                    | Ospiti                                                                       | Competizione                                                                 | Reti                                                                         | Note                                                                         |
| ---------------------------------------------------------------------------- | ---------------------------------------------------------------------------- | ---------------------------------------------------------------------------- | ---------------------------------------------------------------------------- | ---------------------------------------------------------------------------- | ---------------------------------------------------------------------------- | ---------------------------------------------------------------------------- | ---------------------------------------------------------------------------- |
| 9-10-2010                                                                    | Luanda                                                                       | Angola                                                                       | 1 – 2                                                                        | Guinea-Bissau                                                                | Qual. Coppa d'Africa 2012                                                    | -                                                                            | 70’ 84’                                                                      |
| 16-11-2010                                                                   | Lisbona                                                                      | Capo Verde                                                                   | 2 – 1                                                                        | Guinea-Bissau                                                                | Amichevole                                                                   | -                                                                            | 84’                                                                          |
| 9-2-2011                                                                     | Lisbona                                                                      | Guinea-Bissau                                                                | 1 – 3                                                                        | Gambia                                                                       | Amichevole                                                                   | -                                                                            | Uscita                                                                       |
| Totale                                                                       |                                                                              | Presenze                                                                     | 3                                                                            |                                                                              | Reti                                                                         | 0                                                                            |                                                                              |